# Talíria Petrone

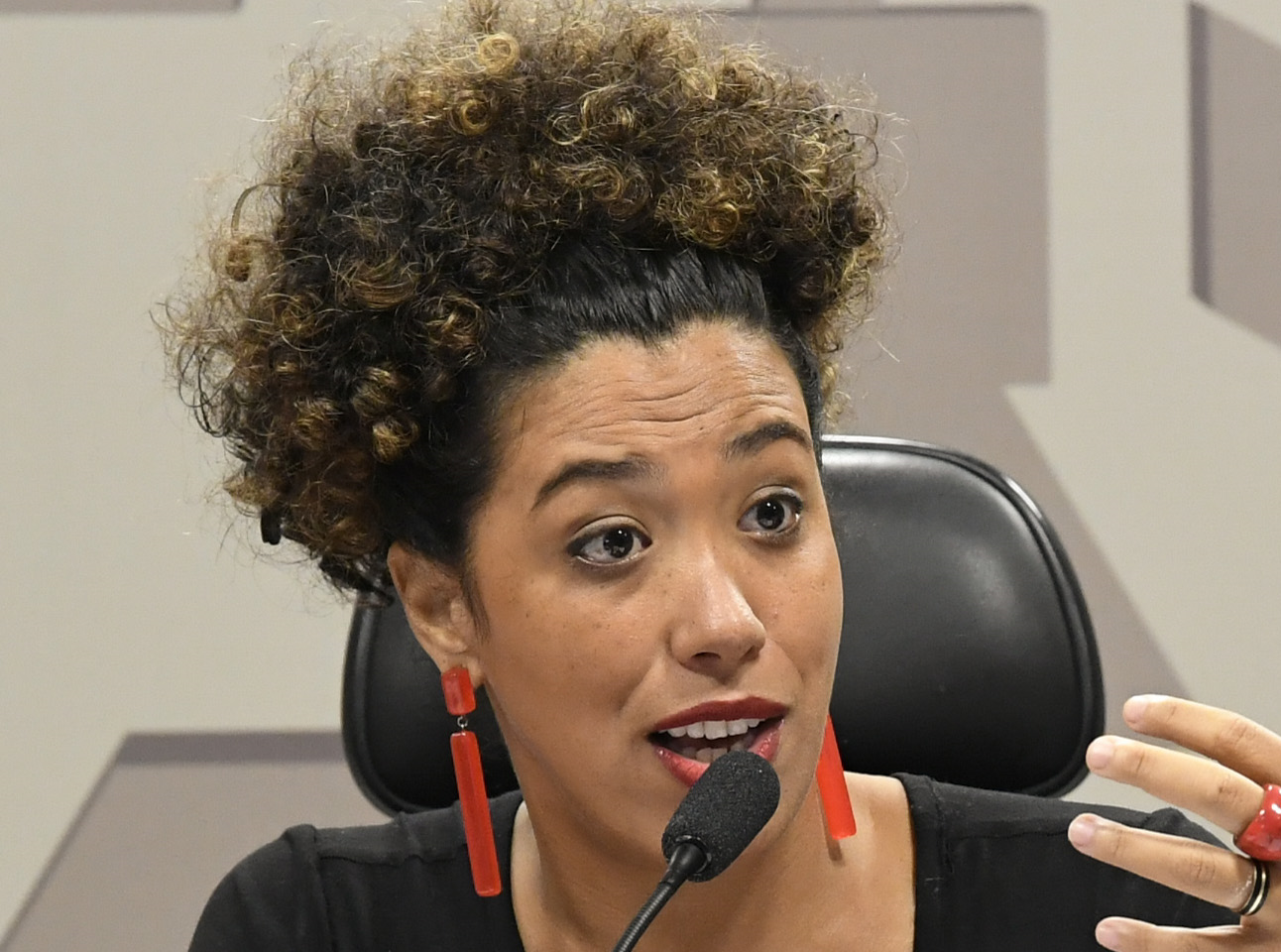
Talíria Petrone (2020)

Talíria Petrone Soares, bekannt als Talíria Petrone, (* 9. April 1985 in Niterói) ist eine brasilianische Lehrerin, Politikerin und Aktivistin. Sie war Ratsmitglied des Partido Socialismo e Liberdade (PSOL) im Stadtrat von Niterói. Sie wurde bei den Wahlen in Brasilien 2018 zur Bundesabgeordneten für den Bundesstaat Rio de Janeiro in die Abgeordnetenkammer des Nationalkongresses gewählt.

## Leben
Petrone wurde als Tochter von Carmo José de Lima Soares, einem Musiker, und Patrícia Petrone Soares, einer Lehrerin, im Stadtteil Ponta d’Areia von Niterói geboren. Die Afrobrasilianerin schloss 2009 ein Studium der Geschichte an der Universidade do Estado do Rio de Janeiro (UERJ) ab und zehn Jahre später, im Jahr 2019, erhielt sie den Master in Sozialarbeit an der Universidade Federal Fluminense (UFF). Sie arbeitete als Lehrerin für Geschichte in São Gonçalo und Niterói.

## Politische Laufbahn
Etwa ab 2010 wurde sie politisiert, trat 2011 in die Partei für Sozialismus und Freiheit ein und engagierte sich, auch durch die Bekanntschaft mit Marielle Franco seit 2012, für Schwarze, LGBTQI* sowie für die feministische Bewegung.
2012 kandidierte sie als Stadträtin für Niterói bei den Kommunalwahlen in Brasilien 2012, erhielt jedoch nur 21 Stimmen. Bei den Kommunalwahlen in Brasilien 2016 dagegen war sie erfolgreich, erhielt 5121 Stimmen und war vom 1. Januar 2017 bis 1. Februar 2019 Ratsfrau (vereadora) in der Stadtkammer (Câmara Municipal) als eine von 21 Stadträten einer Stadt mit rund 500.000 Einwohnern.
Bei den Wahlen in Brasilien 2018 wurde sie von der PSOL als Kandidatin für den Nationalkongress aufgestellt. Sie erhielt durch ein Wahlbündnis mit der Brasilianischen Kommunistischen Partei (PCB) 107.317 (1,39 %) der gültigen Stimmen und zog am 1. Februar 2019 mit Beginn der 56. Legislaturperiode in die Abgeordnetenkammer ein. Innerhalb des Oppositionsblocks im Abgeordnetenhaus ist sie seit 3. Februar 2021 Führerin der Bank der PSOL-Abgeordneten. Verbal griff sie den Präsidenten Jair Bolsonaro im Parlament an und bezeichnete seine Pandemie-Politik als Genozid, für die er verantwortlich sei, und forderte ein Amtsenthebungsverfahren.
Sie steht aufgrund von Drohungen unter Personenschutz.
Mitte November 2020 schrieb sie laut Die Tageszeitung: „Wenn man in einem Land keine Politik machen kann, ohne Opfer von Gewalt zu werden, ist die Demokratie in Gefahr.“